# Chlorophyceae incertae sedis
Chlorophyceae incertae sedis, zelene alge čiji rodovi čine nekoliko porodica koje imaju status reda u razredu Chlorophyceae. Postoji četrdesetak vrsta (46).

## Porodice
- Amsassiaceae D.J.Lee, R.J.Elias & B.R.Pratt 3
  - Amsassia Sokolov & Mironova 2
  - Reptamsassia D.J.Lee, R.J.Elias & B.R.Pratt 1
- Chlorangiopsidaceae
  - Chlorangiogloea Korshikov, 1
  - Swarchewskiella Yasnitsky [Yasnitskii], 1
- Chlorophyceae familia incertae sedis

1. Achoma P.M.Novis & G.Visnovsky, 1
2. Alvikia Shin Watanabe & L.A.Lewis, 1
3. Bicuspidella Pascher, 3
4. Botryosphaera Chodat, 1
5. Capsulococcus A.W.Bennett, 1
6. Chlorovitta Schiller, 1
7. †Crassikamaena P.L.Brenckle, 1
8. †Cribrokamaena P.L.Brenckle, 2
9. Diplochloris Korschikov, 6
10. Eubrownia Shin Watanabe & L.A.Lewis, 4
11. †Glenobotrydion J.W.Schopf, 2
12. Hexamitus Dujardin, 1
13. Hortobagyiella L.Hajdu, 2
14. Hydrurites Reinsch, 1
15. Jenufa Nemcová, M.Eliás, Skaloud & Neustupa, 4
16. Jolyella Ruinen, 1
17. Kinwowia Fry 1
18. Lobocystis R.H.Thompson, 5
19. Menieria Yi Wang, J.S.Jin & R.Zhan 1
20. Palambages Wetzel 2
21. Pseudoconus Krasnopeeva, 1
22. Sinocapsa A.G.Vologdin 1
23. Sphaerobotrys Butcher, 1
24. Variochloris P.M.Novis & G.Visnovsky, 1
25. Wareniococcus Molinari & Guiry 1

- Dangeardinellaceae Ettl, 1
  - Dangeardinella Pascher, 1
- Tetracystaceae Ettl & Komarek, 3
  - Axilosphaera E.R.Cox & T.R.Deason, 1
  - Heterotetracystis E.R.Cox & T.R.Deason, 2